# Rittergut Wührden

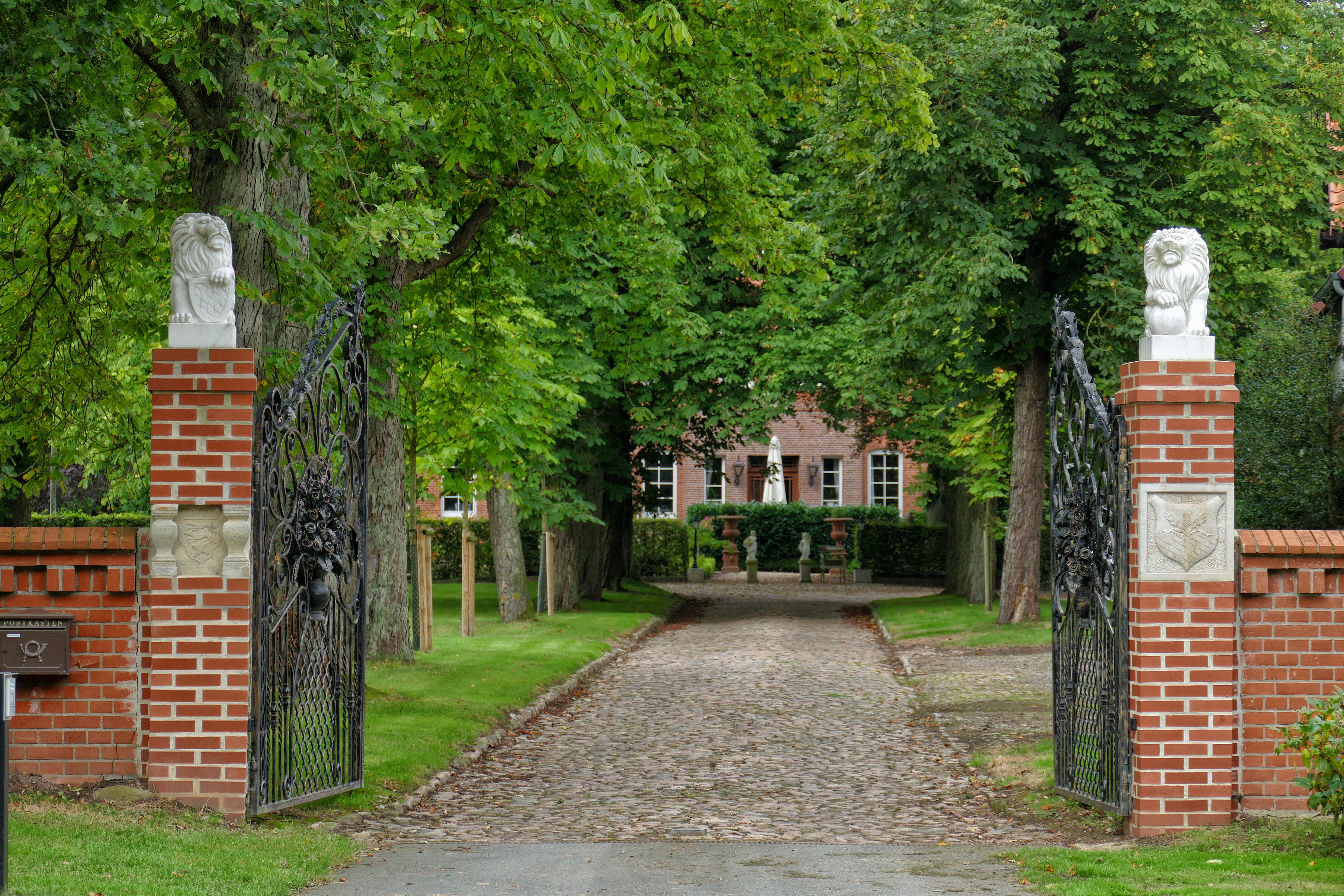
Herrenhaus Gut Wührden

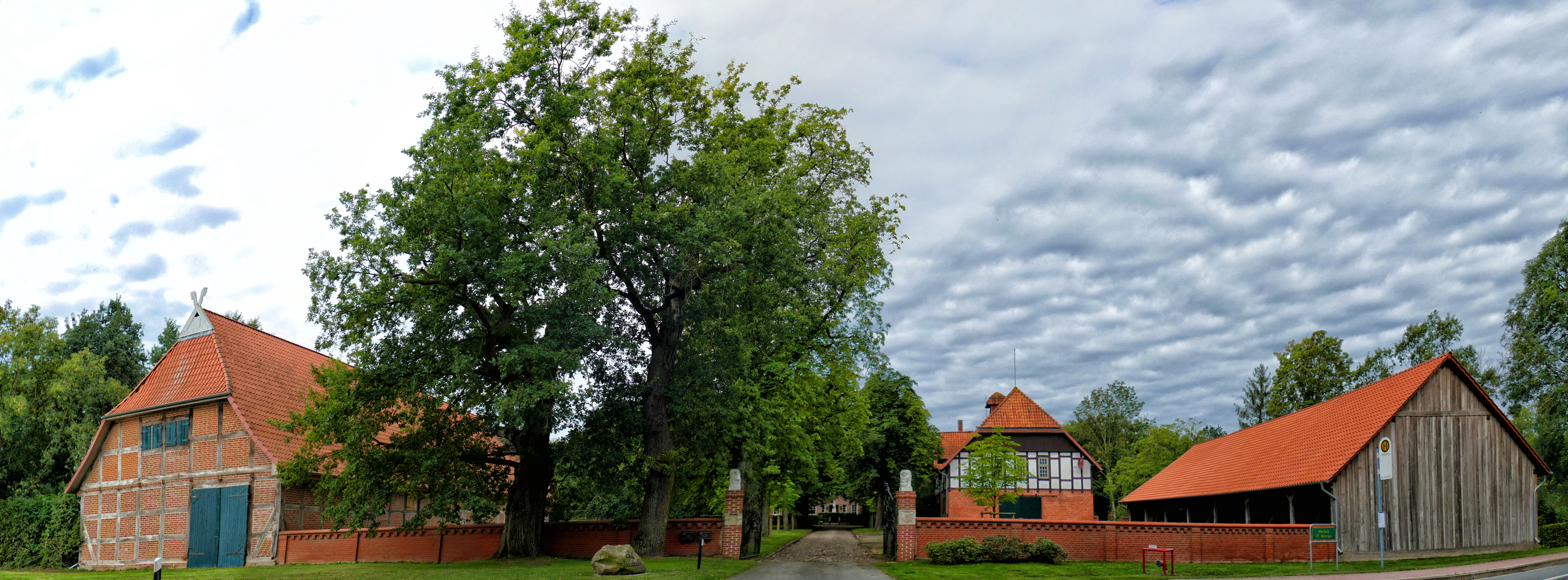
Gut Wührden

Das Rittergut Wührden in Hilgermissen-Wechold, Wechold 99, in der niedersächsischen Samtgemeinde Grafschaft Hoya stammt aus dem 9. Jahrhundert.
Aktuell (2023) wird das Gut auch landwirtschaftlich genutzt und als Sitz einer Firma.
Herrenhaus, Heuerhaus und Scheune stehen unter Denkmalschutz (siehe auch Liste der Baudenkmale in Hilgermissen).

## Geschichte und Beschreibung
Das Gut wurde 860 erstmals urkundlich erwähnt. Das Rittergut Wührden kam im 13. Jahrhundert an die Grafen von Oldenburg, die es bis in die Neuzeit behielten. Im 19. und 20. Jahrhundert war das Gut auch im Eigentum der Familie Gerlach-von Waldthausen.
Auf der Gutsanlage stehen denkmalgeschützt:
- das zweigeschossige neugotische  massive verklinkerte Herrenhaus von 1868 mit Giebelrisalit als Treppengiebel und Satteldach sowie seitlichem viergeschossigen quadratischen Turm mit ausgeprägtem Gesims mit Zeltdach, oktogonaler Laterne und Turmspitze,
- das eingeschossige kleine Heuerhaus vom 18. Jahrhundert in Fachwerk links neben dem Herrenhaus,
- die lange Scheune vom Ende des 19. Jahrhunderts in Fachwerk mit Steinausfachungen und mit traufseitigen angebauten Göpelhaus,
- und weitere sieben nicht denkmalgeschützte Gebäude,
- sowie die gemauerte Einfriedigung mit dem markanten Tor aus Gusseisen.

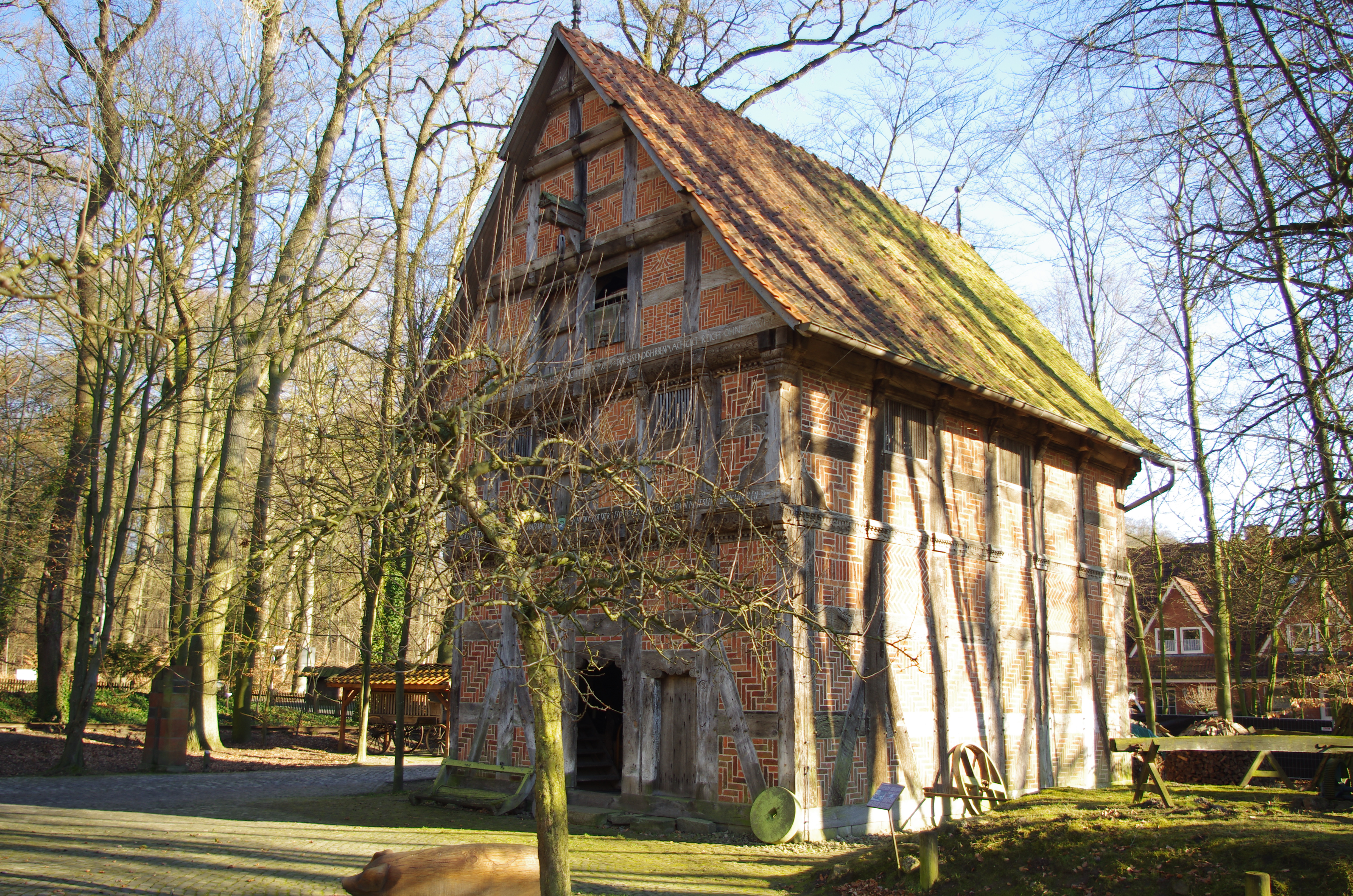
Speicher, der um 1978/79 auf das Gelände des Kreismuseums in Syke versetzt wurde (2021)

Ein Speicher wurde um 1978/79 nach Syke auf das Gelände des Kreismuseums versetzt. Seit 2010 fanden Ausstellungen im Herrenhaus statt sowie auch Trauungen und Hochzeiten. Die 130 Hektar des Gutes werden seit 1986 als Familienbetrieb bewirtschaftet.
Das Landesdenkmalamt befand für die Scheune: „… geschichtliche Bedeutung … durch beispielhafte Ausprägung eines Wirtschaftsbaus mit Göpel als historische Antriebsform für Maschinen …“